# Paltin (okręg Suczawa)
Paltin (ukr. Свір, Swir) – wieś w Rumunii, w okręgu Suczawa, w gminie Brodina. W 2011 roku liczyła 143 mieszkańców.